# Açude Argemiro de Figueiredo
O Açude de Acauã, oficialmente Açude Argemiro de Figueiredo, localizado no município de Itatuba e classificada como barragem de grande porte, foi implementada no Estado da Paraíba.A sua inauguração ocorreu em 2002.

## Implantação
O açude tinha o objetivo de reforçar o suprimento de abastecimento de água da cidade de Campina Grande e municípios vizinhos. O sistema adutor construído atende os municípios de Salgado de São Félix, Itabaiana, São José dos Ramos, Mogeiro, Pilar, Itatuba, Ingá, Juripiranga e Juarez Távora não chegando a Campina Grande, pois o volume de água só garante o abastecimento das cidades ligadas ao adutor.
Com uma capacidade de armazenamento de cerca de 253 milhões de metros cúbicos de água potável, represa as águas do Rio Paraíba em seu curso médio. Seu Estudo de Impacto Ambiental/EIA – RIMA, a respeito de sua viabilidade e adequação ambiental, somente foi concluído em 1999. A referida implementação foi realizada com financiamento do Governo Federal (cerca de 90%) e do Governo do Estado da Paraíba (cerca de 10%). 

## Canal das Vertentes Litorâneas
A represa de Acauã é o ponto inicial do Canal das Vertentes Litorâneas, um projeto de transposição de águas que prevê o transporte de até 10 metros cúbicos por segundo até o litoral norte da Paraíba.